# Kopatschi
Koordinaten: 51° 21′ N, 30° 8′ O
Kopatschi (ukrainisch Копачі, russisch Копачи) ist ein verlassener Ort in der Ukraine in der Sperrzone von Tschernobyl. Es liegt an der Straße von Prypjat nach Tschernobyl westlich des Kühlsees des Kernkraftwerks Tschernobyl. Der Ort hatte bis 1986 etwa 1.100 Einwohner.
Durch die Nuklearkatastrophe von Tschernobyl am 26. April 1986 wurde Kopatschi sehr stark radioaktiv kontaminiert und in der Folge evakuiert. Die Häuser der Bewohner wurden niedergerissen und der Schutt samt dem Inventar der Häuser in ein atomares Zwischenlager gebracht. Hierdurch geriet jedoch die Radioaktivität tiefer in den Boden und weiter zum Kühlsee des Kernkraftwerks hin. Daher führte man in den anderen Orten keine Abrisse mehr durch.
Als Gebäude noch vorhanden ist der ehemalige Kindergarten, ein Steinhaus, sowie das Denkmal, das im Ort an die Befreiung von der deutschen Besatzung im Zweiten Weltkrieg erinnert.

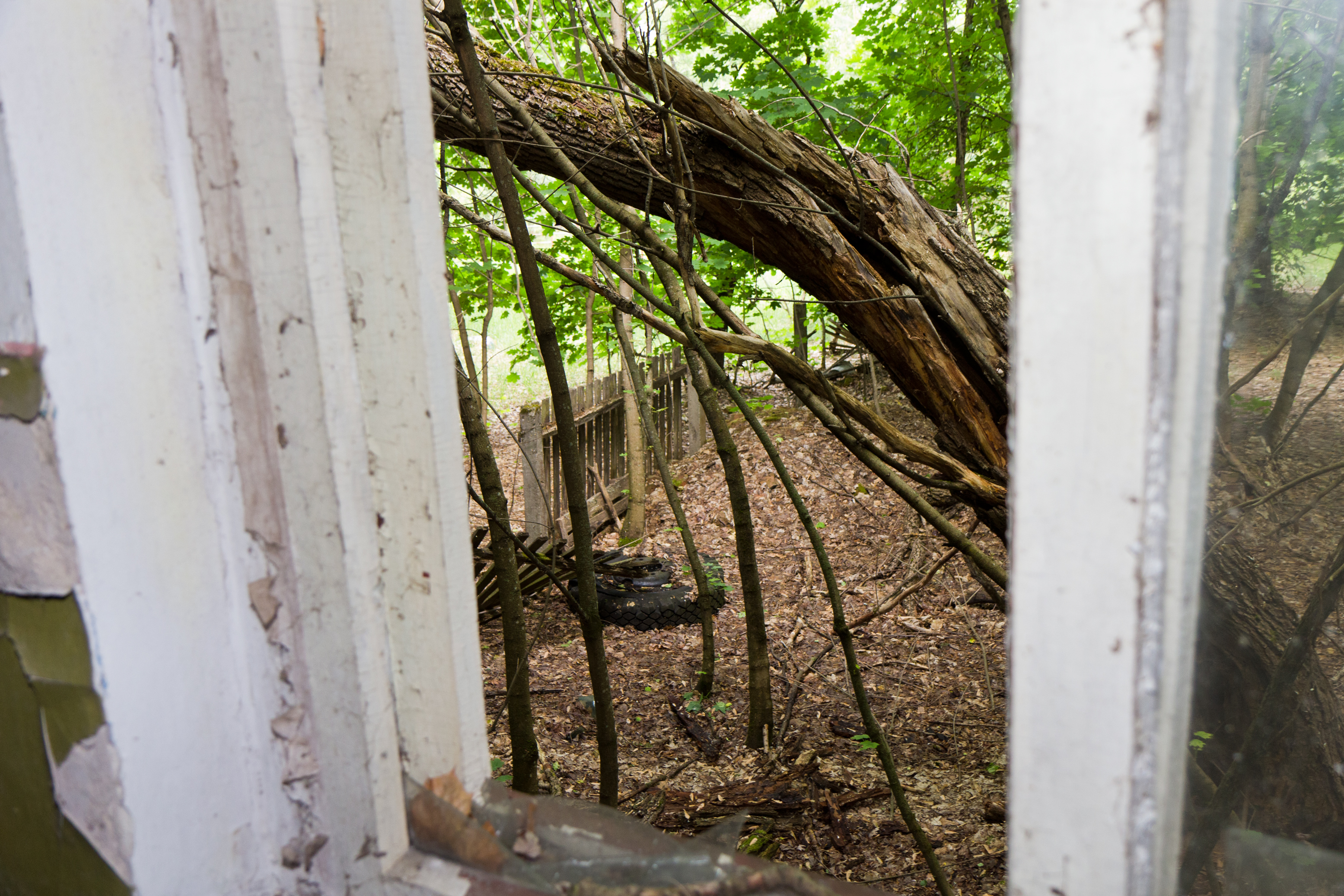
Verfall und Rückkehr der Natur, 2013
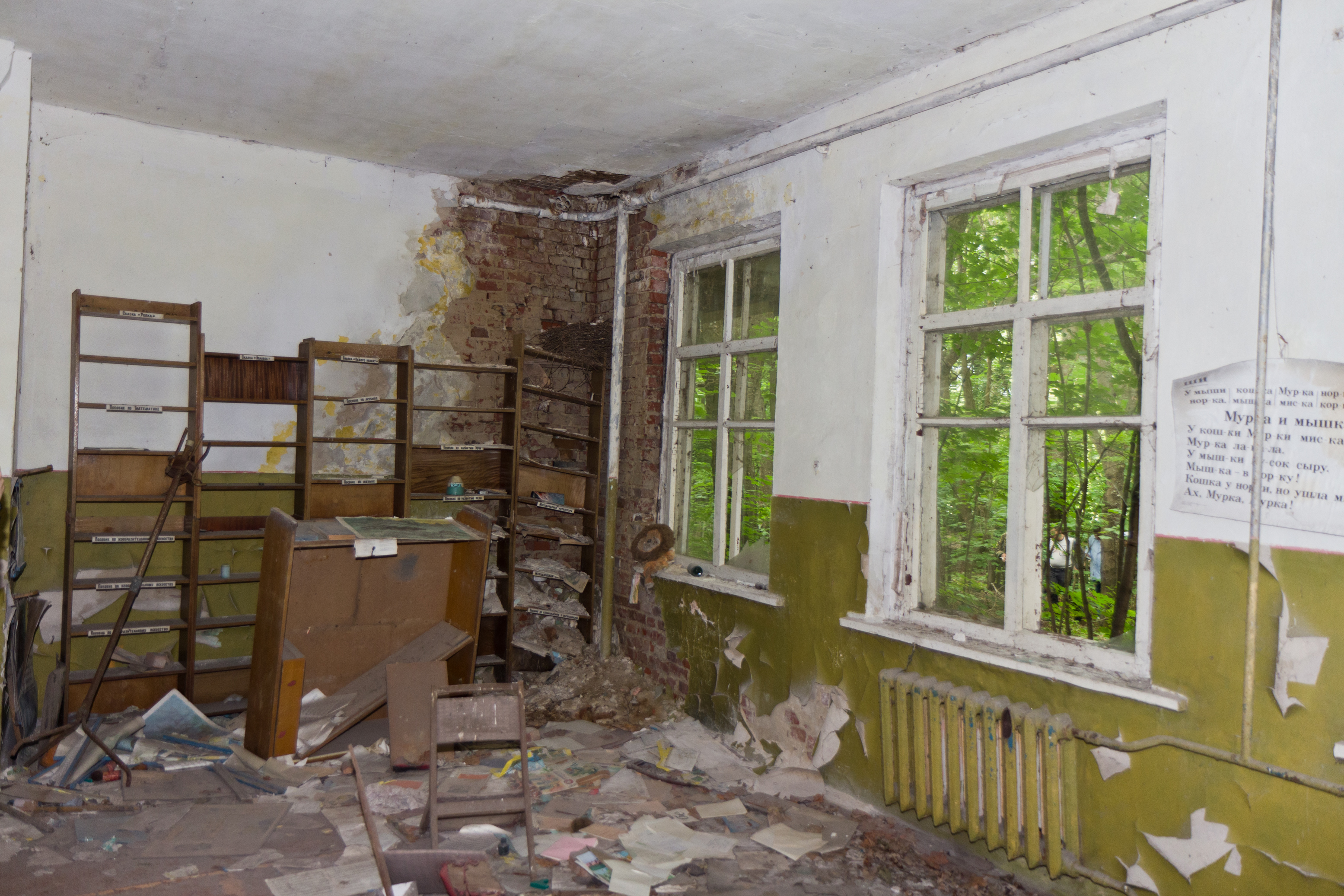
Ehemaliger Kindergarten, 2013
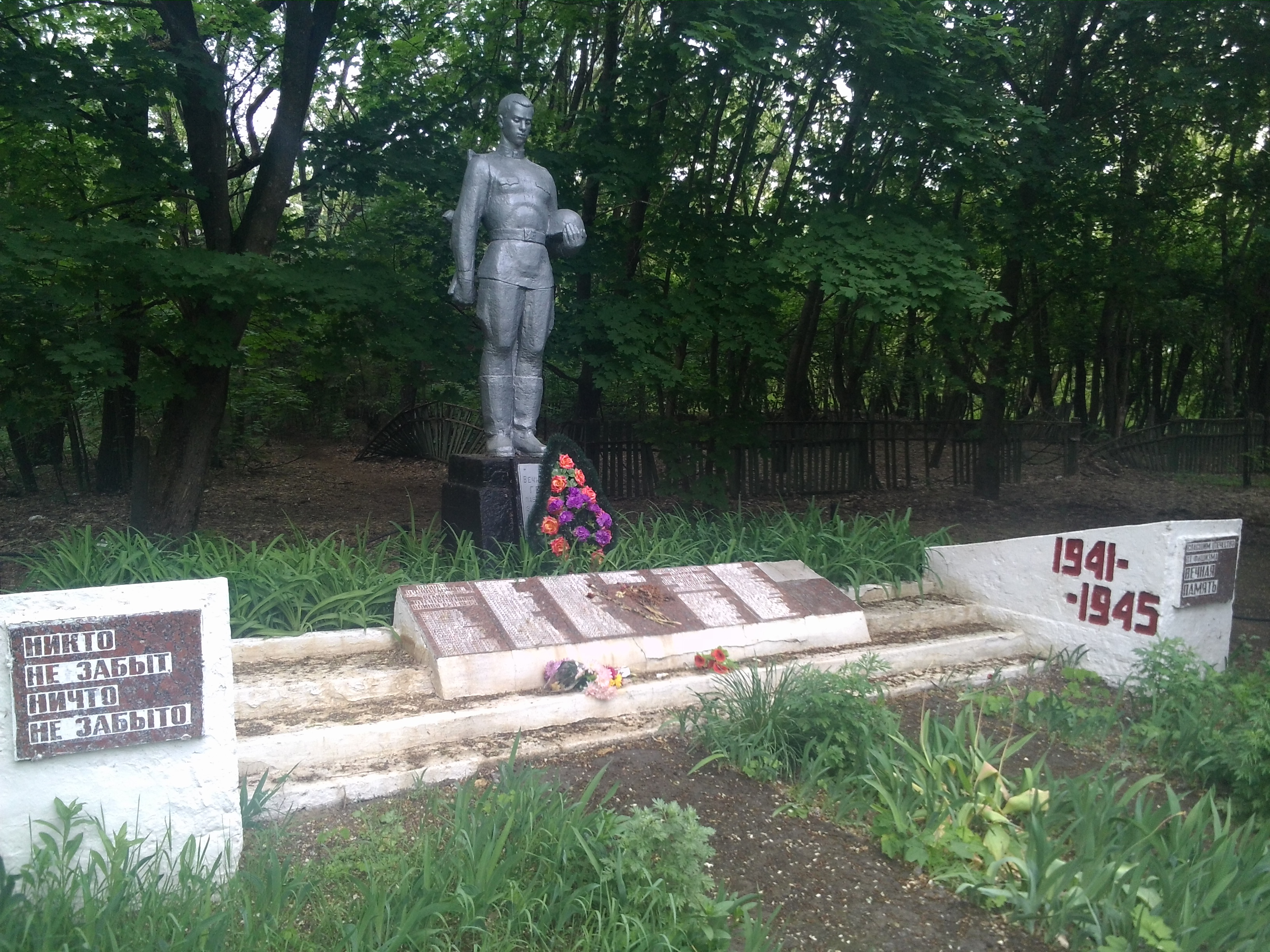
Denkmal zur Zeit des Zweiten Weltkriegs, 2013
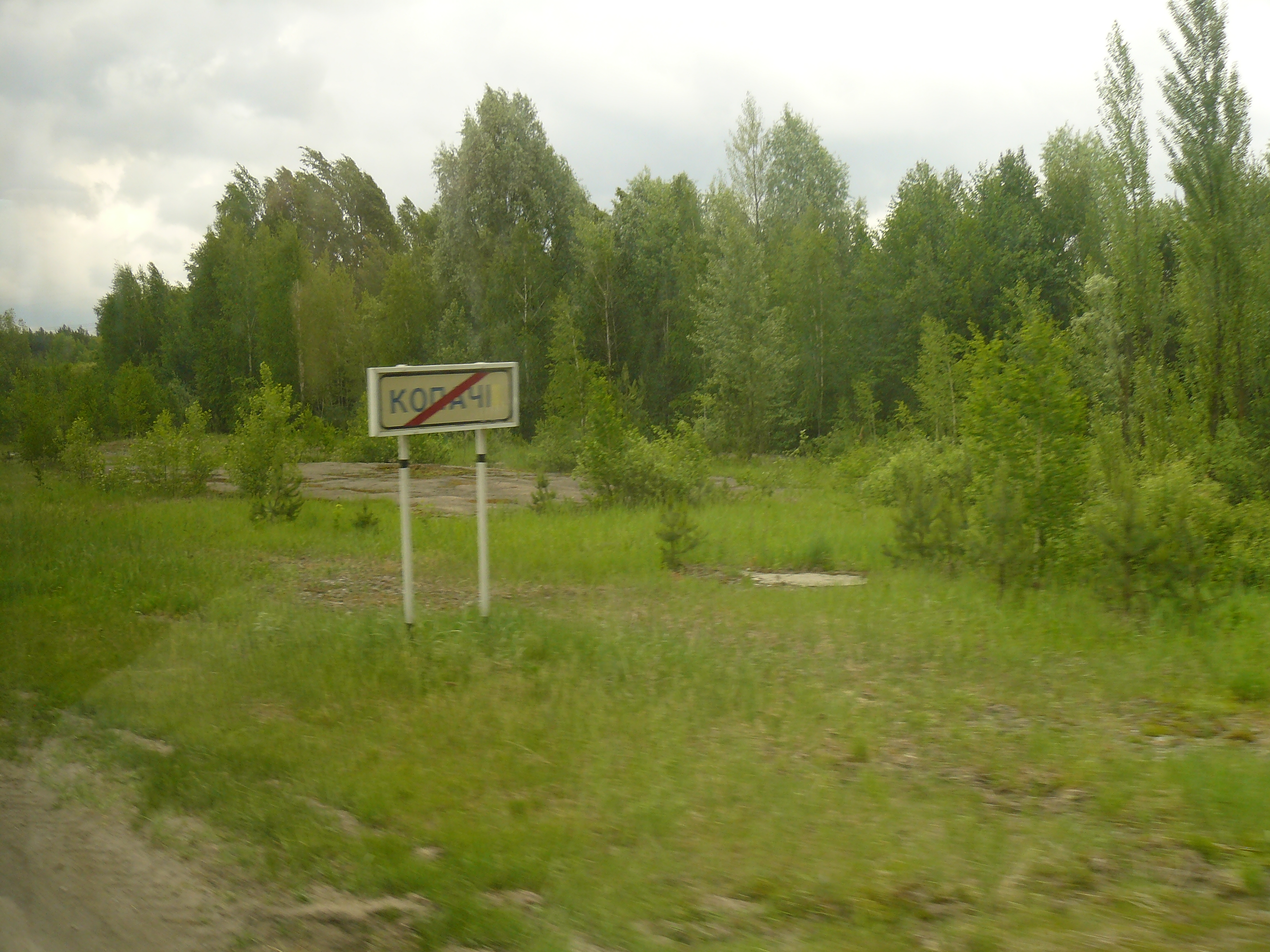
Ortsendetafel in Kopatschi, 2013